# Mangora fornicata
Mangora fornicata är en spindelart som först beskrevs av Eugen von Keyserling 1864.  Mangora fornicata ingår i släktet Mangora och familjen hjulspindlar. Inga underarter finns listade i Catalogue of Life.